# 기요하루촌
기요하루촌(清春村)은 야마나시현 기타코마군에 있던 촌이다. 현재의 호쿠토시에 해당한다.

## 역사
- 1874년 12월 - 고마군 2개 촌이 합병해 기요하루촌이 성립하였다.
- 1878년 7월 22일 - 군구정촌편직법에 의해, 기요하루촌은 기타코마군에 소속되었다.
- 1889년 7월 1일 - 정촌제 시행에 의해 기요하루촌이 단독으로 지자체를 형성하였다.
- 1955년 1월 20일 - 히노하루촌, 아키타촌과 합병해 나가사카정이 성립하여, 동일 기요하루촌은 폐지되었다.

## 참고문헌
- 角川日本地名大辞典 19 山梨県